# Martelle (Iowa)
Martelle est une ville du  comté de Jones, en Iowa, aux États-Unis. Elle est incorporée le 28 avril 1899.

## Source de la traduction
- (en) Cet article est partiellement ou en totalité issu de l’article de Wikipédia en anglais intitulé « Martelle, Iowa » (voir la liste des auteurs).